# Benjamin Prichard’s
Benjamin Prichard's ist ein Spirituosen-Hersteller aus Kelso, Tennessee. Das 1997 gegründete Unternehmen stellt Rum und Tennessee Whiskey her und vertreibt diesen in den USA und Europa. Obwohl ansässig im Lincoln County, Tennessee, ist Prichard's der einzige Hersteller von Tennessee-Whiskey, der nicht den Lincoln County Process durchläuft – seitdem der Tennessee Whiskey seit 2013 gesetzlich definiert ist, ist Prichard's durch eine Ausnahme im Gesetz auch der einzige Hersteller, der ihn so herstellen darf. Seit Juni 2014 betreibt Prichard's eine weitere Mikrodestillerie mit Besucherzentrum in Nashville, Tennessee.

## Geschichte
Benjamin Prichard's Eigentümer, der ehemalige Zahntechniker Phil Prichard, begann in den 1990ern im Heimbetrieb, Rum aus Sorghumhirsen-Sirup herzustellen. Über einen ehemaligen Mitschüler, der einen Spirituosen-Vertrieb besitzt, bekam er seinen ersten Vertrieb und die Ermutigung, Rum in größerem Maßstab herzustellen. Prichard war damit einer der ersten neuen Rum-Hersteller, der ein Craft-Movement für Rum in den USA mitbegründete. Im Jahr 1997 gründete er Benjamin Prichard's. Bis 1999 hatte er seine ersten Pot Stills gekauft und war in ein ehemaliges Schulgebäude in Kelso eingezogen, um dort zu produzieren. Als Fasslager dient die ehemalige Turnhalle der Schule. Bis Ende der 2000er Jahre gelang es ihm, einen Vertrieb für die USA und Europa aufzubauen.
Der erste Whiskey, den Prichard's herstellte, war der Double barreled Bourbon – Prichard kaufte Bourbon in Kentucky in Fassstärke (etwa 60–65 % Alkohol), verdünnte diesen auf Trinkstärke (etwa 40–45 % Alkohol) und lagerte ihn danach noch einmal in Bourbon-Fässern, um das Aroma abzurunden. Diesen Bourbon und einen Bourbon-basierten Likör führte Prichard's 2009 in den Markt ein. Bis 2011 hatte Prichard's einen Rye Whiskey, einen Bourbon, einen Single Malt, einen Corn Whiskey und einen Tennessee Whiskey im Angebot.
2013 führte der Staat Tennessee vor allem aufgrund von Lobbying von Jack Daniel’s-Hersteller Brown-Forman eine gesetzliche Definition von Tennessee Whiskey ein. Diese sieht unter anderem vor, dass Tennessee Whiskey den Lincoln County Process – eine Filtration durch Holzkohle – durchlaufen muss. Prichard's benutzt diese nicht und es gelang ihm, nur für Prichard's eine Ausnahme ins Gesetz schreiben zu lassen, so dass er trotzdem Tennessee Whiskey auf die Etiketten schreiben kann. Das entsprechende Gesetz sieht eine Ausnahme für diese Regelung vor, für jede Destillerie:
„die in einem County liegt, dass durch Volksabstimmung zwischen dem 1. Januar 1979 und dem 1. Januar 1980 die Whiskey-Herstellung erlaubt hat, so lange diese Destillerie ihre Lizenz durch die Alcoholic Beverage Commission zwischen dem 1. Januar 2000 und dem 1. Januar 2001 erhalten hat.“
Da Prichard's die einzige Destillerie Tennessees ist, auf die diese Bedingungen zutreffen und auch nachträglich keine andere Destillerie mehr auftauchen kann, bei der das so ist, gibt es diese Ausnahme im Gesetz nur für Prichard's.
Im Juni 2014 eröffnete Prichard's einen zweiten Stützpunkt. Im The-Fontanel-Anwesen in Nashville, einem großen Anwesen mit Live-Shows, Hotel, Galerien und Restaurants, eröffnete er eine Mikrodestillerie mit Besucherzentrum.
Benannt ist die Marke nach Phil's Vorfahre Benjamin Prichard, der 1822 auch schon einmal Whiskey destilliert hat.

## Produkte
Der Tennessee-Whiskey, den Prichard's herstellt, ist in seinen Pot Stills gebrannt. Neben dem Tennessee Whiskey produziert Prichard's auch einen Corn Whiskey, einen Bourbon, einen Bourbon-Likör, einen Rye Whiskey und einen Single Malt. Rum produziert Pichard's sowohl Pur wie auch verschieden aromatisiert.